# 田中順一郎
田中 順一郎（たなか じゅんいちろう、1929年（昭和4年）9月28日 - 2010年（平成22年）1月10日）は、日本の実業家。三井不動産社長。

## 人物
東京生まれ。1951年慶應義塾大学経済学部卒業後、三井不動産に入社。
住宅第二事業部長、開発企画部長、ビルディング事業部長、レッツ事業本部長を歴任し、1985年専務、1987年社長、1998年会長、2007年常任相談役。
石川島播磨重工業（現：IHI）工場跡地の再開発である大川端リバーシティ21では中心的役割を果たし、若い頃は霞が関ビル実現に走り回るなど、複雑な地権者間の利害調整で能力を発揮した。
1999年には日本からは3人目となる世界不動産連盟の世界会長に就任。ほかに不動産協会理事長、不動産団体連合会会長、三井生命保険、オリエンタルランドの社外取締役、三井住友海上火災保険の社外監査役などを務めた。また母校の慶應義塾評議員を1989年1月から6期連続務め、1998年から慶應義塾理事。
2010年1月10日、多臓器不全のため三井記念病院で死去。80歳没。

## 著書

### 編著
- 『最新区分所有ビル』商事法務研究会、1986年6月。ISBN 978-4785703592。